# Синад
Синад или Синада (грч. Σύναδα, Σύνναδα) је био древни град и тврђава у Малој Азији. Налазио се у источном делу области Фригија и био је један од најзначајнијих градова у Фригији. За време Римског и Византијског царства био је главни град римске провинције Фригија Салутарис (лат. Phrygia Salutaris), настале за време владавине цара Диоклецијана. Данас су то рушевине западно од града Шухут (тур. Şuhut), у близини села Ајдин (тур. Aydin) у Турској.

## Историја
Према предању град је основао Акамант, Тезејев син који је после Тројанског рата дошао у Фригију. Град се налазио на важној раскрсници трговачких путева који су водили на југ од градова Акроинона (данас Афионкарахисар) и Примнис (грч. Πρυμνησός) и на североисток од градова Аталија (данашња Анталија) и Апамеја (грч. Ἀπάμεια).
У хеленистичкој ери град је ушао у састав државе Александра Македонског. Након његове смрти био је под влашћу једног од дијадоха — Лизимаха. Након смрти Лизмаха 281. године п. н. е. у бици код Корупедије, град улази у састав Пергамске краљевине којом је владала династија Аталиди. Након смрти пергамског краља Атала III, који је своју државу завештао Риму, Синад 133. године п. н. е. улази у састав Римске републике.
По уласку у састав Римске републике, Синад је административно припадао провинцији Азија, сем у два кратка периода када је био укључен у провинцију Киликија. У том периоду град је постао важно судско седиште (лат. conventus juridicus). Такође је добио на значају због вађења и прераде мермера, из рудника који се налазио четрдесетак километара северно. На градском новцу који је престао да се кује после владавине римског цара Галијена, грађани су себе називали Доранима или Јоњанима.
За време владавине цара Диоклецијана, приликом укидања провинције Азија која је подељена на 6 мањих провинција, Синад постаје главни град једне од нових провинција — Фригије Салутарис (лат. Phrygia Salutaris). Када су у Византији основане теме, град улази у састав теме Анатоликон (грч. Άνατολικῶν; око 700. године).
У раном хришанству град је био познат збох неколико мученика и светитеља. У римско и византијско време био важно црквено седиште у хришћанској цркви и прво је био седиште епархије, а потом и митрополије. Синадска митрополија је постојала до 1385. године. Према Notitiae Episcopatuum бр. 1 Цариградске патријаршије, митрополити Синаде су у раном 7. веку били одговорни за најмање 24 епископије на подручју провинције Фригија Салутарис.
Године 740. у Синад је дошло 800 арапа који су преживели битку код оближњег града Акроинона у којој је византијска војска тешко поразила војску Омејадског халифата од 20.000 људи.
Према писању синадског митрополита Лава, у 10. веку око града се гајио јечам, али је земљиште постало неплодно, тако да је град морао да увози храну. Из Синада и околине потичу племићке породице Синадини (грч. Συναδηνοί) и Вотанијати (грч. Bοτανειάτες) чиј је припадник био и византијски цар Нићифор III Вотанијат.
Након битке код Манцикерта 1071. године град, као и цела централна Анатолија подпада под власт Турка Селџука.

## Хришћанство у граду
Први Синадски светитељи су Трофим и Доримедонт, хришћани мучени у 3. веку, за време владавине римског цара Проба. Почетком 20. века у Шухуту је пронађена реликвија у облику саркофага са моштиа светог Трофима, која је касније премештена у музеј у Бурси. Први познати епископ у Синаду је био Атик, који је живео у 3. веку. Њега помиње свети Евсевије Цезарејски у свом делу „Црквена историја“ у одељку где цитира Оригена. Евсевије Цезарејски такође помиње и да је у Синаду између 230. и 235. године одржан синод о поновном крштењу јеретика.
Када је град постао седиште провинције Фригија Салутарис (за време владавине Диоклецијана, око 293. године) Синадска епископија је уздигнута у ранг митрополије.
За време владавине цара Константина Великог у граду је на месту епископа био Агапит Синадски, хришћански светитељ који се поштује у православној и римокатоличкој цркви.
Списак синадских епископа се помиње у делу „Oriens christianus“ француског теолога Мишел Ле Куина (фр. Michel Le Quien).
После а и Агапита познати су следећи епископи:
- Атик
- Агапит (лат. Agapetus)
- Прокопије (лат. Procopius; помиње се 321.)
- Киријак (лат. Cyriacus), пријатељ Јована Златоустог; помиње се крајем 4. века
- Теодосије (лат. Theodosius)
- Агапит II (лат. Agapetus), наследник Теодосија, јеретик који је подржавао Македонијеву јерес
- Северије I (лат. Severus; помиње се 431.)
- Мартинијан (лат. Marinianus; помиње се 448. до 451.)
- Теоген (лат. Theogenes; помиње се 536.)
- Северије II (лат. Severus; помиње се 553.)
- Свети Павскакије Синадски (лат. Pausicacus; живео за време Маврикија, преминуо 606.)
- Козма помиње се 680.)
- Јован помиње се за време светог патријарха Германа (од 715. до 730.) противник иконоборачке јереси.
- Михаил Синадски православни и римокатолички светитељ. Прогнан због поштовања икона и преминуо почетком 9. века.
- Петар (помиње се за време патријарха Фотија Великог)
- Јован II (помиње се за време патријарха Фотија Великог)
- Панталеон (помиње се за време владавине цара Лава VI Мудрог 866 - 912.)
- Лав (помиње се [за време владавине цара Василија II Бугароубице)
- Никита (помиње се 1082)
- Григорије (помиње се око 1450. на сабору у Светој Софији)

Од 11. века због сталних напада Турка Селџука, град почиње да губи на значају као хришћанско седиште. Од 14. века Синадски митрополити вероватно нису живели у Синади. Године 1385. Синадска митрополија је званично прикључена Филаделфијској митрополији са седиштем у Филаделфији (грч. Φιλαδέλφεια), данас град Алешехир (тур. Alaşehir) у Турској. Након тога титула Синадског епископа је наставила да постоји у Цариградској патријаршији, али само као титуларно звање (викарни епископ).
Познато је 7 Синадских светитеља од којих се неки поштују само у православној цркви, а неки и у православној и у римокатоличкој цркви. Ти светитељи су:
- Трофим Синадски и Доримедонт Синадски, мученици из 3. века, поштује се у обе цркве
- Агапит Синадски, светитељ и подвижник из 4. века, поштује се у обе цркве
- Акакије Млади, мученик, поштује се у православној цркви (†318. или 321.)
- Павскакије Синадски (лат. Pausicacus), поштује се у православној и источним православним црквама (†606.)
- Михаил Синадски, епископ Синадски, протеран због поштовања икона, поштује се у обе цркве (†око 821.)
- Константин Синадски, православни светитељ и подвижник